# Westminsterstatuten (1931)
Westminsterstatuten (engelska: Statute of Westminster 1931) är en lag stiftad av Storbritanniens parlament som införde lagstiftningsmässig likvärdighet mellan det brittiska imperiets självstyrande dominier och Storbritannien, med några undantag. När den lagstiftande makten över samväldesrikenas författningar senare överfördes till respektive stats parlament införlivades Westminsterstatuten med lagstiftningen i dessa stater.
Statuten gjorde dominierna självständiga ur lagstiftningsperspektiv, antingen omedelbart eller efter ratifikation. Storbritanniens parlament behöll den lagstiftande makten över grundlagar men har senare överlämnat den till samväldesländerna. Westminsterstatuten utgör fortfarande utgångspunkten för relationen mellan samväldesrikena och den brittiska kronan.

## Parter
Statuten tillämpades på de dominier som fanns 1931: Australiska statsförbundet, Dominionen Kanada, Irländska fristaten, Dominionen Newfoundland, Dominionen Nya Zeeland och Sydafrikanska unionen. 
Statuten omfattade inte de lagar som Kanadas och Australiens författningar bygger på. (Nya Zeelands författning är inte kodifierad.)
Statuten skulle inte träda i kraft i Australien, Nya Zeeland eller Newfoundland förrän den ratificerades av respektive parlament. Australien ratificerade statuten 1942 med retroaktiv giltighet från 1939. Nya Zeeland ratificerade statuten 1947. Newfoundland ratificerade aldrig statuten; på begäran av Newfoundlands regering återinförde Storbritannien direktstyre 1934 och bibehöll det tills Newfoundland 1949 blev en kanadensisk provins.

## Lagstiftningsmässig likvärdighet
I och med antagandet av Westminsterstatuten upphörde det brittiska parlamentets möjlighet att stifta vanliga lagar med giltighet i dominierna. Dock behöll parlamentet makten över Kanadas, Australiens och Nya Zeelands grundlagar, men utnyttjade den bara på begäran av dominierna. Parlamentet hade också möjlighet att stifta lagar om Australiens delstater vilket aldrig användes. Exempelvis vidtog parlamentet ingen åtgärd när Western Australia ville förklara sig självständigt 1933. Dessa lagstiftningsmöjligheter upphörde slutligen genom Canada Act 1982, Australia Act 1986 respektive New Zealand Constitution Act 1986. 

## Konsekvenser för successionsordningen
I inledningen till Westminsterstatuten fastställs att ändringar av den brittiska successionsordningen kräver samtycke av samtliga berörda parlament om personalunionen mellan samväldesrikena ska bevaras. Om något av länderna till exempel skulle införa full kognatisk tronföljd skulle det kunna leda till det landet får en annan monark än de övriga. Denna rättighet har också överförts till de länder som har blivit självständiga länder i personalunion med Storbritannien efter 1931 (idag 16 stycken).
När kung Edvard VIII ville gifta sig med Wallis Simpson 1936 inledde Storbritanniens premiärminister Stanley Baldwin förhandlingar med dominiernas premiärministrar om kungens abdikation. Resultatet blev att Edvard VIII abdikerade vilket verkställdes genom lagar som stiftades av vart och ett av parlamenten.